# Кривопаланчани
Кривопаланчани (единствено число кривопаланчанец/кривопаланчанка) са жителите на град Крива паланка, Северна Македония. Това е списък на най-известните от тях.

## Родени в Крива паланка
А — Б — В — Г — Д —
Е — Ж — З — И — Й —
К — Л — М — Н — О —
П — Р — С — Т — У —
Ф — Х — Ц — Ч — Ш —
Щ — Ю — Я

### А
- Хажи поп Алекси, гъркомански свещеник в Крива паланка между 1850 и 1870 година, спомоществувател за „Житие св. Григория Омиритскаго“ на Аверкий Попстоянов (1852) и „Священное и божеств. евангелие“ на Павел Божигробски (1858)[2]
- Александър Димитраков (1879 – 1912), български революционер от ВМОРО
- Апостол Димитров, деец на ВМОК, делегат на Деветия македоно-одрински конгрес, виден сарафист[3]
- Александър Г. Кожухарски (1867 – ?), български лекар и революционер
- Асен Михайлов Мазанов, български просветен деец, главен учител в Дупница

### Б
- Благородна Цветковска (р. 1949), политик от Северна Македония, депутат от СДСМ
- Борис Антонов, български предприемач и общественик
- Борис Арсов (1906 – 1954), професор от Социалистическа Република Македония, югославски партизанин и деец на НОВМ
- Борис Костадинов Апостолов (24 декември 1915 – ?), завършил в 1942 година право в Софийския университет[4]

### В
- Венцеслав Попдимитров (1881 – ?), български общественик

### Г
- Георги А. Апостолов (1872 – ?), български артилерийски офицер, завършил индендантските курсове в Санкт Петербург в 1910 г.[5]
- Георги Апостолов (1898 – ?), български общественик и просветен деец
- Георги Иванов, завършил икономика в Брюксел в 1909 г.[6]
- Георги Мазаков (1864 – 1957), български революционер
- Георги Паланецки, български духовник
- Георги Попантонов (1886 – ?), български икономист, завършил икономика в Брюксел в 1909 г.[7]

### Д
- Димитър Анастасов (1875 – ?), български педагог, завършил педагогика в 1907 година в Загребския университет и в 1909 година в Лозанския[5]
- Давид Кърчовски (? – 1844), български духовник и просветен деец
- Димитър Давидов, български просветен деец и духовник
- Димитър Кючюка, български революционер, Ботев четник[8]
- Димитър Попапостолов (Апостолов) (1864 – ?), български просветен деец, окръжен училищен инспектор[9]
- Димитър Хаджилиев (1895 – 1960), български писател
- Димитър Цонев (1863 – ?), български просветен деец

### Е
- Екатерина Кирова Стаменова (? – 1928), българска общественичка, дарителка, деятелка на Паланечко благотворително братство[10]

### И
- Иван Георгиев Каролев, български военен деец, подполковник (1911), командвал 3 дружина на 13 рилски пехотен полк в Балканската война
- Иван Анастасов Неофитов (1905 – ?), български адвокат

### Й
- Йелица Кръстевска (р. 1961), северномакедонска юристка

### К
- К. Кожухарцки, български офицер, загинал[11]
- Кирил Ценевски (р. 1943), северномакедонски режисьор
- Константин Димитраков (1891 – 1971), български учен, преподавател в Медицинския факултет на Софийския университет
- Константин Попапостолов (1868 – 1940), български духовник и революционер
- Константин Танбурков, български революционер от ВМОРО
- Коце Алексиев (1880 – ?), български революционер от ВМОРО
- Коце Ал. Янакиев, български революционер от ВМОРО, четник на Петър Ангелов[12]

### Л
- Любен Апостолов (1895 – 1945), български военен
- Люпчо Николовски (р. 1983), политик от Северна Македония

### М
- Магдалена Григорова Бакалова (1910 – ?), българска просветна деятелка, емигрира в България в 1924 г., завършва Педагогическото училище в Самоков, до 1944 година учителка в Богослов, Кюстендилско, а след това работи в София, от 1945 г. членка на БКП, в 1946 година е инициатор за създаването на първата ученическа занималня в София, в която работи до пенсионирането си в 1960 г.[13]
- Максим Савов, майстор строител, участвал в строежа на катедралата „Св. Александър Невски“ в София.[14]
- Манасий Лучански (1870 – 1913), български революционер, ръководител на комитета на ВМОРО в Узункюпрю
- Мери Младеновска-Георгиевска (р. 1969), политик от Северна Македония, депутат от СДСМ
- Методий Йосифов, български революционер от ВМОРО, четник на Тодор Паница[15]
- Михаил Велков Вучев, български военен деец, подполковник,[16][17] завършил в 1888 година с третия випуск Солунската българска мъжка гимназия.[18]
- Михайло А. Костич (1904 – след 1938), сръбски политик[19]
- Михалко Мазаков (1830 – 1895), български общественик
- Милица Стоянова (р. 1932), актриса от Северна Македония

### Н
- Ненад Новковски (р. 1958), политик от Северна Македония, министър

### П
- Петко Стойчев, майстор строител, участвал в строежа на катедралата „Св. Александър Невски“ в София.[14]
- Петър Хаджипетров (? – 1915), български военен деец, поручик, загинал през Първата световна война[20]

### С
- Серафим Попконстантинов (? – 1913), български военен деец, подпоручик, загинал през Междусъюзническата война[21]
- Слави Якимов Димитров (1895 – 1947), български военен, подполковник
- Славе Алексиев Яначков, български офицер,[22] деец на Паланечкото благотворително братство през 1936 година в София[23]
- Стефан Йосифов, български просветен деец
- Стоян Мезин, български резбар и строител
- Станчо Якимов, български кметски наместник

### Т
- Трайчо Мазаков (1917), български военен

### Ф
- Фироклис Антонов (1880 – 1942), български революционер от ВМОРО
- Фросина Ременски (р. 1977), политик от Северна Македония

### Ц
- Цоне Кръстевски (р. 1948), археолог

### Ю
- Юрдан Апостолов, главен учител в Крива паланка, завършил в 1899 година с четиринадесетия випуск Солунската българска мъжка гимназия[24]

### Я
- Янко Палигора (1920 – 1944), югославски партизанин. Убит през 1944[25].

### Опълченци от Крива паланка
- Алекси Димитров, родом от Кривопаланечко[26] или Крива паланка,[27] IV[26] и V опълченска дружина,[27] умрял в София в 1915 г.[26]
- Димитър Иванов, II опълченска дружина, умрял преди 1918 г.[28]
- Сокол Иванов, на 28 април 1877 година е зачислен в I рота на I опълченска дружина, на 25 юни 1877 година е преведен в I рота на VII дружина, на 5 август се връща в I дружина, напуска Опълчението на 6 октомври 1877 година,[29] умрял преди 1918 г.[30]

### Македоно-одрински опълченци от Крива паланка
- Алекси Анастасов, 1 рота на 10 Прилепска дружина[31]
- Васил Давидов Попдимитров (1883 – ?), завършил Богословския факултет в Черновиц в 1910 г.[7], македоно-одрински опълченец, нестроева рота на 2 скопска дружина[32]
- Васил Шанев Тотев (1883 – след 1943), македоно-одрински опълченец, служи в Огнестрелния парк, 2-ра рота на 9-а велешка дружина; на 11 април 1943 година като жител на Скопие подава молба за българска народна пенсия, в която пише „през целия си живот мисълта и идеалът ми е бил свободата на българския македонски народ“; молбата е одобрена и пенсията е отпусната от Министерския съвет на Царство България[33]
- Йордан Ангелов, 29-годишен, каменар, ІІ отделение, 2 рота на Лозенградската партизанска дружина[34]

## Починали в Крива паланка
- Велко Спанчев (1896 – 1944), виден български общественик
- Златю Тепциев (1893 – 1944), български офицер, генерал-майор
- Митре Връчковски (1921 – 1944), български партизанин и деец на НОВМ
- Ненчо Ангелов Гърев, български военен деец, капитан, загинал през Втората световна война[35]
- Петър Апостолов Прангаджиев, български военен деец, поручик, загинал през Втората световна война[36]
- Петър Николов Лозов, български военен деец, подпоручик, загинал през Втората световна война[37]
- Стефан Радев Каменски, български военен деец, майор, загинал през Втората световна война[38]
- Тома Георгиев Великов, български военен деец, подполковник, загинал през Втората световна война[39]

## Други
- Димитър Македонски – Папашата (1839 – 1912), български просветен деец и революционер от ВМОРО, член на Кривопаланечкия революционен комитет
- Йоаким Димишов, учител в Крива паланка, спомоществовател за „Наручна священ. книга“ на З. Петров и Й. Наумов (1874)[40]
- Стоян Шлеговски, български революционер, кривопаланечки войвода от ВМОРО[41]